# Tobias Schalken
Pour les articles homonymes, voir Schalken.
Tobias (Tycho) Schalken est un auteur de bande dessinée et artiste plasticien néerlandais né le 7 août 1972 à Bois-le-Duc.

## Biographie
Tobias Schalken suit les cours à la Breda art school Sint-Joost, où il rencontre Stefan van Dinther et tous deux entreprennent plusieurs collaborations. En 1997, ils auto-éditent Eiland, un recueil de bande dessinée d'avant-garde, qui leur vaut l'attention du microcosme de la bande dessinée. Ce volume est suivi de quatre autres numéros. Les deux artistes participent également à Comix 2000.
En France, l'éditeur La Cerise sur le gâteau publie en 2012 Balthazar, une bande dessinée muette que Télérama décrit comme « un jeu de piste sans paroles ». En 2020, Frémok publie L'Eldorado, œuvre dans laquelle Schalken emploie de multiples techniques : peinture à l'huile, « collage numérique, fusain, sculptures en bois, en silicone ou polymère, BD à l'encre, à la craie, au graphite, à l'acrylique ou à la gouache, photographies ». L'album figure dans la sélection pour le fauve d'or au Festival d'Angoulême 2021.
L'artiste participe également à des expositions, comme BD à Bastia en 2002 ; « Une autre histoire » en 2011, organisée au Musée de la bande dessinée d'Angoulême ; « Nocturnes », en 2014 (toujours au musée de la bande dessinée), où il réalise « une imposante statue équestre » ; à Grenoble en 2016, pour une exposition sur « quarante natures mortes flamandes et hollandaises ».

## Œuvres
- Eiland, avec Stefan van Dinther

1. 1997
2. 1998
3. 2000, éd. Bries  (ISBN 90-76708-05-3)
4. 2001, éd. Bries  (ISBN 90-76708-13-4)
5. 2010, éd Frémok

- Eldorado, éd. Oogachtend, 2018

### Ouvrages en français
- Participation à Comix 2000, L'Association, 1999  (ISBN 2-84414-022-X)
- Balthazar, éd. La Cerise sur le gâteau, 2012  (ISBN 978-2-918596-03-5)
- Eldorado, Frémok, coll. Amphigouri, 2020  (ISBN 978-2-390-22018-3)

### Documentation
- Jessie Bi, « Eiland 5, de Tobias Schalken & Stephan van Dinther », sur Du9, novembre 2010.
- (nl) Rob Perré (trad. Jane Hall), Tobias Schalken: The Heart of the Matter, Wbooks, 2010 (ISBN 978-9089102089).